# El Golâa
El Golâa, El Gola´a ou Al-Qalah (em árabe: القلعة) é uma vila e município do sul da Tunísia, integrado na província (gouvernorat) de Kebili. Em 2004, o município tinha 7 037 habitantes.
Situa-se num oásis da região de Nefzaoua, a alguns quilómetros dos limites sudeste do Chott el Jerid, 3 km a noroeste de Douz, 26 km a sul de Kebili, 120 km a sudeste de Tozeur, 135 km a sul de Gafsa, 145 km a oeste-sudoeste de Gabès e 475 km a sul de Tunes (distâncias por estrada). Além do oásis junto à vila, há mais quatro oásis na região em volta.
À semelhança de muitas localidades dos arredores, o seu nome está relacionado com a topografia local. El Golâa significa "cidadela", como a sua homónima no sul da Argélia. Originalmente, a população da vila ocupava um ponto elevado em relação à planície em redor. A população estimada no final do século XIX era de 700 pessoas, mas desde aí que não parou de crescer, ocupando a encosta da colina e posteriormente a planície circundante. Atualmente, no cimo da colina onde se situava a localidade antiga apenas existe a mesquita e um jardim público.[carece de fontes?]